# 玛哈·披猜亚

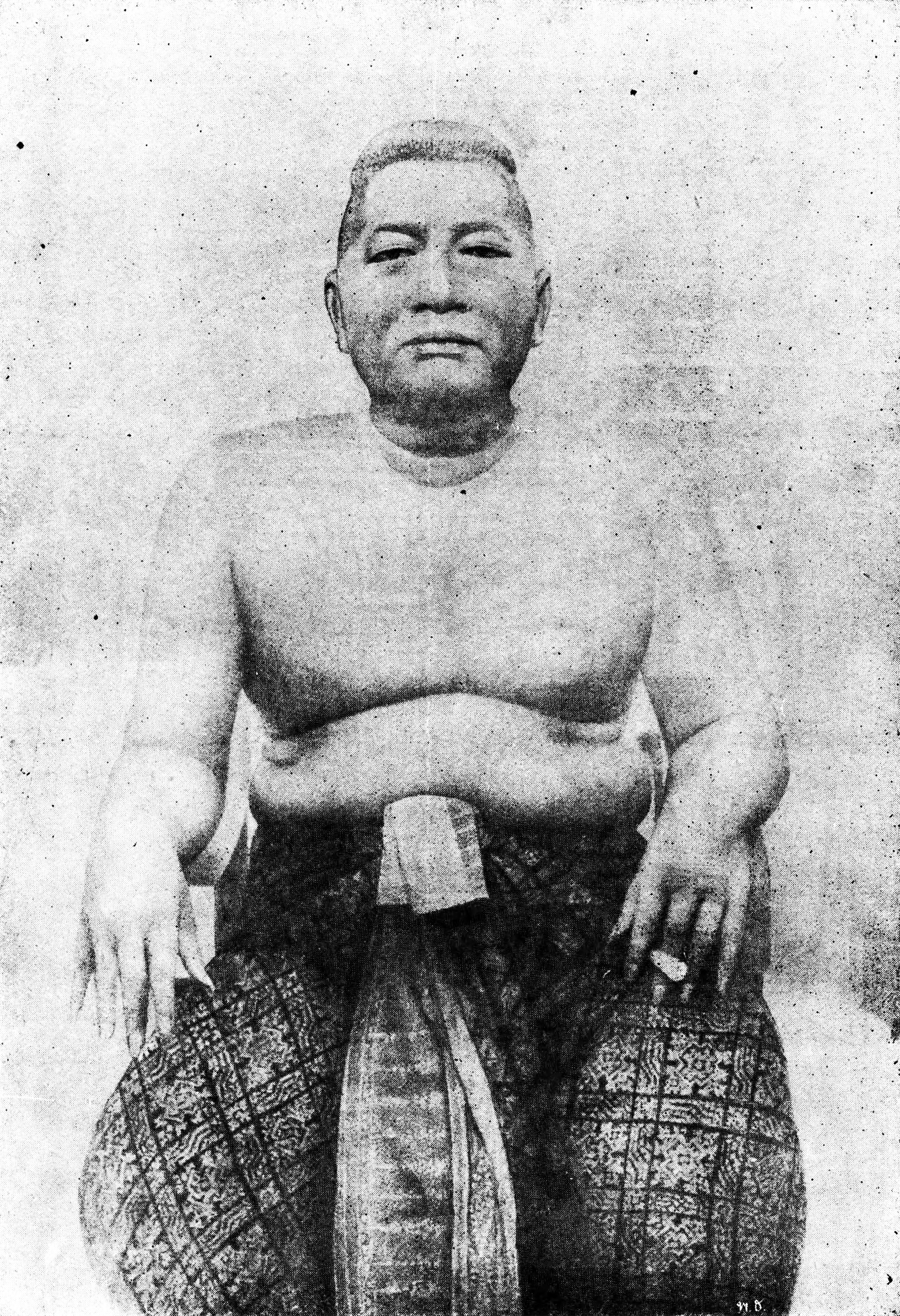
瑪哈·披猜亞

頌德昭披耶·博倫·瑪哈·披猜亞（1791年—1857年），名塔·汶那（ทัต บุนนาค），暹羅拉達那哥欣王國政治、軍事人物。
出生在汶那家族中，其祖先具有波斯血統。他是國防大臣昭披耶·阿卡拉瑪哈社那的第十個兒子，也是瑪哈·巴育拉翁的弟弟。
塔·汶那在三世王帕南告在位期間擔任要職，曾於1838年領兵鎮壓吉打蘇丹國的叛亂。四世王蒙固在位期間，獲得「頌德昭披耶」的爵位，成為泰國歷史上僅有的四位「頌德昭披耶」之一。